# Kenneth G. Forslund
Kenneth Gustaf Forslund, född 14 maj 1967 i Rödbo församling i Göteborgs och Bohus län, är en svensk politiker (socialdemokrat). Han är ordinarie riksdagsledamot sedan 2002, invald för Västra Götalands läns västra valkrets, och Sveriges riksdags förste vice talman sedan 26 september 2022. Han var ordförande i utrikesutskottet 2014–2018 och 2019-2022 (dessutom vice ordförande under perioden däremellan).
Forslund var ordförande för partidistriktet Socialdemokraterna i Bohuslän 2007 till 2017 då distriktet upphörde. Han är sedan 2009 sista ersättare i Socialdemokraternas partistyrelse.
År 2015 ledde Forslund arbetet med att ta fram Socialdemokraternas Agenda för global utveckling, som beskriver partiets biståndspolitik och var en flitig kritiker av tidigare biståndsminister Gunilla Carlsson. Han kommenterar ofta utrikespolitiska frågor i medierna.